# Noel Hunt
Noel Hunt (ur. 26 grudnia 1982 w Waterford, Irlandia) – irlandzki napastnik występujący w Leeds United. W latach 2008–2010 rozegrał 3 spotkania w reprezentacji Irlandii.